# Campeonato Ecuatoriano de Fútbol Serie B 1996
El Campeonato Ecuatoriano de Fútbol Serie B 1996, conocido oficialmente como «Campeonato Nacional de Fútbol Serie B 1996», fue la 19.ª edición de la Serie B del Campeonato nacional de fútbol profesional en Ecuador, mientras que fue la 32.ª edición incluyendo los torneos cortos conocidos como etapas. El torneo fue organizado por la Federación Ecuatoriana de Fútbol y contó con la participación de ocho clubes de fútbol.
En este torneo debutaron los cuadros de Imbabura S. C. y Santa Rita. En el caso de los descendidos a la Segunda Categoría fueron los cuadros de Liga de Loja e Imbabura S. C.. En el caso del cuadro textilero este era su primera participación ya que solamente jugó en el torneo de la Segunda Categoría por 8 años y finalmente ascendió a la Serie B tras participar en el Campeonato Ecuatoriano de Fútbol Segunda Categoría en 2005. Por su parte, los cuadros que ascendieron fueron Macará, siendo este el 4° equipo de la provincia de Tungurahua en ascender a la Serie B, y Esmeraldas Petrolero, siendo este el segundo equipo de la provincia de Esmeraldas en ascender a la misma categoría.
En esta edición del campeonato, el Deportivo Quevedo se coronó campeón del certamen por segunda vez en su historia y el Calvi de la ciudad de Guayaquil se coronó subcampeón del certamen por primera vez en su historia.

## Sistema de juego
El Campeonato Ecuatoriano de la Serie B 1996 se jugó de la siguiente manera.
Primera Etapa
Se jugó todos contra todos (14 fechas) en encuentros de ida y vuelta.
Segunda Etapa
Se jugó de igual manera que la primera todos contra todos (14 fechas) en encuentros de ida y vuelta.
Ascensos
El campeón y el subcampeón que ocuparon en primer y segundo lugar de la tabla acumulada y los dos primeros equipos mejor ubicados jugaron en la Serie A 1997.
Descensos
Los dos últimos clubes que ocuparon en penúltimo y último lugar de la tabla acumulada y los dos equipos con menor puntaje jugaron en la Segunda Categoría

## Relevo anual de clubes
| Pos. | de la Serie A |
| ---- | ------------- |
| 11º  | Delfín        |
| 12º  | 9 de Octubre  |

| Pos. | de la Serie B              |
| ---- | -------------------------- |
| 1º   | Deportivo Cuenca (Campeón) |
| 2º   | Técnico Universitario      |

| Pos. | de la Serie B |
| ---- | ------------- |
| 7º   | Valdez        |
| 8º   | Flamengo      |

| Pos. | de la Segunda Categoría  |
| ---- | ------------------------ |
| 1º   | Imbabura S. C. (Campeón) |
| 2º   | Santa Rita               |

## Equipos participantes

### Datos de los clubes
Tomaron parte en las competición 8 equipos, entre ellos los debutantes: el Imbabura Sporting Club y el Club Deportivo y Social Santa Rita.

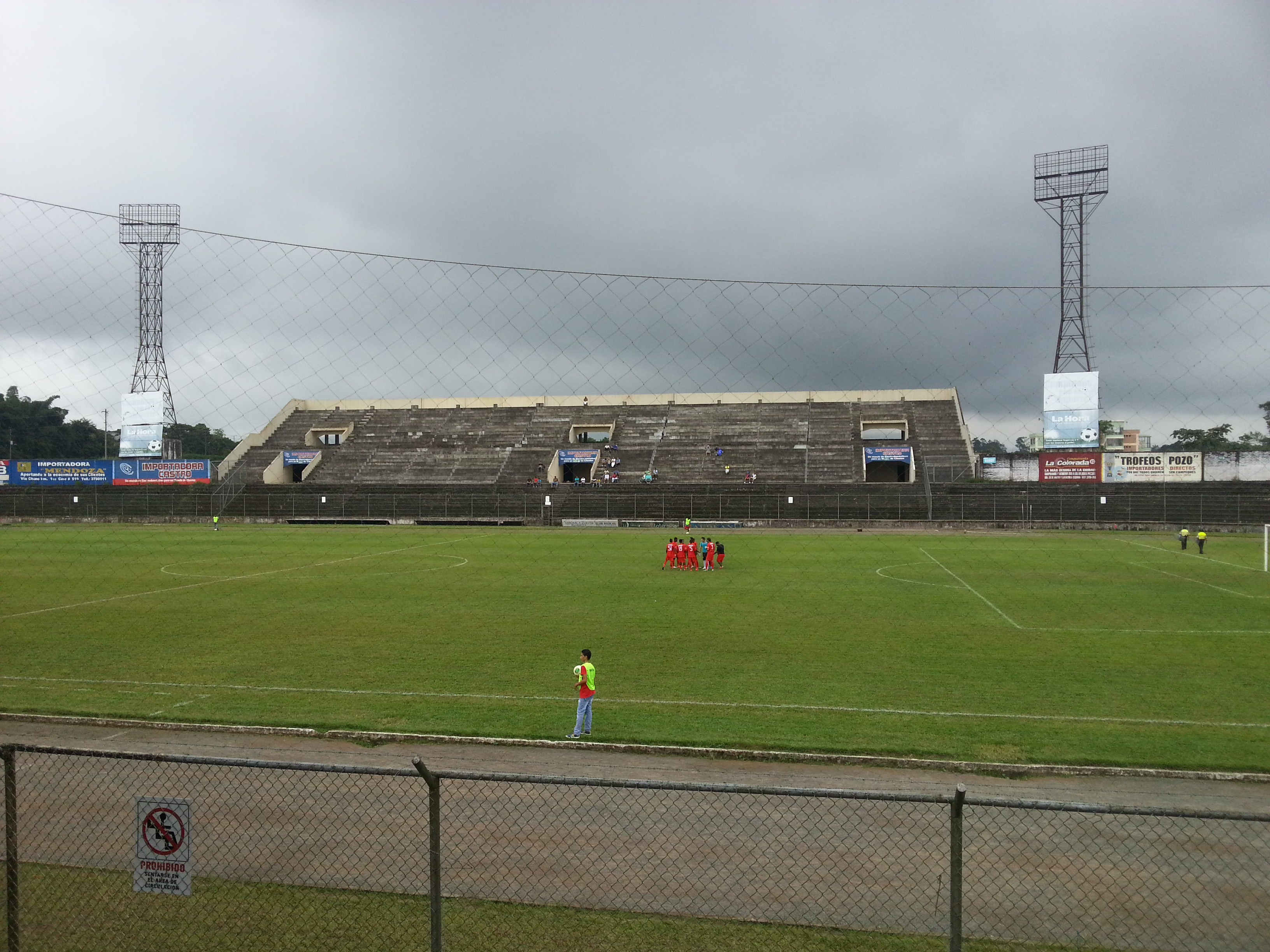
El Estadio Olímpico Tsáchila de Santo Domingo se despidió esta campaña del fútbol de la Serie B por primera vez

| Equipo            | Ciudad | Provincia                           | Estadio                                                                  | Capacidad                  |
| ----------------- | --- | ----------------------------------- | ------------------------------------------------------------------------ | -------------------------- |
| Calvi             | Guayaquil | Guayas                              | Modelo Alberto Spencer Municipal Jacobo Bucaram Elmhalin (Pascuales)     | 48.780 2.000               |
| Delfín            | [[Archivo:\|class=notpageimage noviewer\|20x20px\|border\|Bandera de Manta]] Manta | Manabí                              | Jocay                                                                    | 17.834                     |
| Deportivo Quevedo | Quevedo [[Archivo:\|class=notpageimage noviewer\|20x20px\|border\|Bandera de Babahoyo]] Babahoyo [[Archivo:\|class=notpageimage noviewer\|20x20px\|border\|Bandera de Santo Domingo (Ecuador)]] Santo Domingo | Los Ríos · Los Ríos · Pichincha     | 7 de Octubre Rafael Vera Yépez Olímpico Tsáchila                         | 15.200 11.000 10.172       |
| Imbabura S. C.    | [[Archivo:\|class=notpageimage noviewer\|20x20px\|border\|Bandera de Ibarra]] Ibarra Atuntaqui | Imbabura · Imbabura                 | Olímpico (Ibarra) Olímpico Jaime Terán                                   | 17.260 7.000               |
| Liga de Loja      | [[Archivo:\|class=notpageimage noviewer\|20x20px\|border\|Bandera de Loja (Ecuador)]] Loja | Loja                                | Reina del Cisne                                                          | 13.359                     |
| Panamá            | Guayaquil | Guayas                              | Modelo Alberto Spencer George Capwell                                    | 48.780 21.388              |
| Santa Rita        | Vinces [[Archivo:\|class=notpageimage noviewer\|20x20px\|border\|Bandera de Babahoyo]] Babahoyo | Los Ríos · Los Ríos                 | Municipal 14 de Junio Rafael Vera Yépez                                  | 3.000 11.000               |
| 9 de Octubre      | Guayaquil [[Archivo:\|class=notpageimage noviewer\|20x20px\|border\|Bandera de Manta]] Manta Calceta [[Archivo:\|class=notpageimage noviewer\|20x20px\|border\|Bandera de Babahoyo]] Babahoyo                 | Guayas · Manabí · Manabí · Los Ríos | Modelo Alberto Spencer Jocay Camilo Gallegos Domínguez Rafael Vera Yépez | 48.780 17.834 4.000 11.000 |

### Equipos por provincias
| Provincia | N.º | Equipos                          |
| --------- | --- | -------------------------------- |
| Guayas    | 3   | - Calvi - Panamá - 9 de Octubre  |
| Los Ríos  | 2   | - Deportivo Quevedo - Santa Rita |
| Imbabura  | 1   | - Imbabura S. C.                 |
| Loja      | 1   | - Liga de Loja                   |
| Manabí    | 1   | - Delfín                         |

| Delfín Calvi Panamá 9 de Octubre Deportivo Quevedo Imbabura S. C. Liga de Loja Santa Rita |

## Primera etapa

### Partidos y resultados
| Fecha 1           | Fecha 1   | Fecha 1          |
| Equipo Local      | Resultado | Equipo Visitante |
| ----------------- | --------- | ---------------- |
| Panamá            | 1 - 0     | Imbabura S. C.   |
| Liga de Loja      | 1 - 0     | Santa Rita       |
| Delfín            | 1 - 0     | Calvi            |
| Deportivo Quevedo | 2 - 0     | 9 de Octubre     |

| Fecha 2        | Fecha 2   | Fecha 2           |
| Equipo Local   | Resultado | Equipo Visitante  |
| -------------- | --------- | ----------------- |
| Calvi          | 3 - 0     | Liga de Loja      |
| Imbabura S. C. | 2 - 0     | Deportivo Quevedo |
| Santa Rita     | 1 - 2     | Panamá            |
| Delfín         | 1 - 1     | 9 de Octubre      |

| Fecha 3      | Fecha 3   | Fecha 3           |
| Equipo Local | Resultado | Equipo Visitante  |
| ------------ | --------- | ----------------- |
| Panamá       | 4 - 1     | Calvi             |
| Santa Rita   | 3 - 2     | Deportivo Quevedo |
| Delfín       | 3 - 0     | Imbabura S. C.    |
| Liga de Loja | 4 - 0     | 9 de Octubre      |

| Fecha 4           | Fecha 4   | Fecha 4          |
| Equipo Local      | Resultado | Equipo Visitante |
| ----------------- | --------- | ---------------- |
| Calvi             | 1 - 2     | Santa Rita       |
| Deportivo Quevedo | 2 - 0     | Delfín           |
| Imbabura S. C.    | 2 - 2     | Liga de Loja     |
| 9 de Octubre      | 1 - 1     | Panamá           |

| Fecha 5      | Fecha 5   | Fecha 5           |
| Equipo Local | Resultado | Equipo Visitante  |
| ------------ | --------- | ----------------- |
| Liga de Loja | 2 - 2     | Deportivo Quevedo |
| 9 de Octubre | 2 - 0     | Calvi             |
| Delfín       | 3 - 1     | Panamá            |
| Santa Rita   | 2 - 4     | Imbabura S. C.    |

| Fecha 6        | Fecha 6   | Fecha 6           |
| Equipo Local   | Resultado | Equipo Visitante  |
| -------------- | --------- | ----------------- |
| Calvi          | 3 - 0     | Deportivo Quevedo |
| Imbabura S. C. | 1 - 1     | 9 de Octubre      |
| Panamá         | 0 - 0     | Liga de Loja      |
| Santa Rita     | 0 - 0     | Delfín            |

| Fecha 7           | Fecha 7   | Fecha 7          |
| Equipo Local      | Resultado | Equipo Visitante |
| ----------------- | --------- | ---------------- |
| Calvi             | 2 - 0     | Imbabura S. C.   |
| 9 de Octubre      | 1 - 0     | Santa Rita       |
| Deportivo Quevedo | 1 - 1     | Panamá           |
| Liga de Loja      | 2 - 0     | Delfín           |

| Fecha 8        | Fecha 8   | Fecha 8           |
| Equipo Local   | Resultado | Equipo Visitante  |
| -------------- | --------- | ----------------- |
| Panamá         | 0 - 1     | Deportivo Quevedo |
| Imbabura S. C. | 2 - 0     | Calvi             |
| Santa Rita     | 2 - 0     | 9 de Octubre      |
| Delfín         | 5 - 1     | Liga de Loja      |

| Fecha 9           | Fecha 9   | Fecha 9          |
| Equipo Local      | Resultado | Equipo Visitante |
| ----------------- | --------- | ---------------- |
| 9 de Octubre      | 0 - 0     | Imbabura S. C.   |
| Liga de Loja      | 3 - 2     | Panamá           |
| Delfín            | 1 - 1     | Santa Rita       |
| Deportivo Quevedo | 1 - 1     | Calvi            |

| Fecha 10          | Fecha 10  | Fecha 10         |
| Equipo Local      | Resultado | Equipo Visitante |
| ----------------- | --------- | ---------------- |
| Panamá            | 0 - 0     | Delfín           |
| Calvi             | 2 - 2     | 9 de Octubre     |
| Deportivo Quevedo | 2 - 0     | Liga de Loja     |
| Imbabura S. C.    | 0 - 0     | Santa Rita       |

| Fecha 11     | Fecha 11  | Fecha 11          |
| Equipo Local | Resultado | Equipo Visitante  |
| ------------ | --------- | ----------------- |
| Panamá       | 0 - 1     | 9 de Octubre      |
| Delfín       | 0 - 0     | Deportivo Quevedo |
| Santa Rita   | 0 - 0     | Calvi             |
| Liga de Loja | 0 - 1     | Imbabura S. C.    |

| Fecha 12          | Fecha 12  | Fecha 12         |
| Equipo Local      | Resultado | Equipo Visitante |
| ----------------- | --------- | ---------------- |
| Calvi             | 4 - 3     | Panamá           |
| Deportivo Quevedo | 3 - 0     | Santa Rita       |
| 9 de Octubre      | 4 - 0     | Liga de Loja     |
| Imbabura S. C.    | 0 - 0     | Delfín           |

| Fecha 13          | Fecha 13  | Fecha 13         |
| Equipo Local      | Resultado | Equipo Visitante |
| ----------------- | --------- | ---------------- |
| Panamá            | 5 - 1     | Santa Rita       |
| 9 de Octubre      | 3 - 3     | Delfín           |
| Deportivo Quevedo | 0 - 0     | Imbabura S. C.   |
| Liga de Loja      | 1 - 3     | Calvi            |

| Fecha 14       | Fecha 14  | Fecha 14          |
| Equipo Local   | Resultado | Equipo Visitante  |
| -------------- | --------- | ----------------- |
| Calvi          | 1 - 2     | Delfín            |
| Santa Rita     | 2 - 1     | Liga de Loja      |
| 9 de Octubre   | 1 - 1     | Deportivo Quevedo |
| Imbabura S. C. | 0 - 0     | Panamá            |

### Tabla de posiciones
|  |  |    | Equipo            | PJ | PG | PE | PP | GF | GC | DG | PTS |
|  |  | -- | ----------------- | -- | -- | -- | -- | -- | -- | -- | --- |
|  |  | 1. | Delfín            | 14 | 5  | 7  | 2  | 19 | 12 | +6 | 22  |
|  |  | 2. | Deportivo Quevedo | 14 | 5  | 6  | 3  | 17 | 13 | +4 | 21  |
|  |  | 3. | Imbabura S. C.    | 14 | 4  | 7  | 3  | 12 | 11 | +2 | 19  |
|  |  | 4. | 9 de Octubre      | 14 | 4  | 7  | 3  | 17 | 17 | 0  | 19  |
|  |  | 5. | Calvi             | 14 | 5  | 3  | 6  | 21 | 20 | +1 | 18  |
|  |  | 6. | Panamá            | 14 | 4  | 5  | 5  | 20 | 17 | +3 | 17  |
|  |  | 7. | Santa Rita        | 14 | 4  | 4  | 6  | 14 | 21 | -7 | 16  |
|  |  | 8. | Liga de Loja      | 14 | 4  | 3  | 7  | 17 | 29 | -9 | 15  |

PJ = Partidos jugados; PG = Partidos ganados; PE = Partidos empatados; PP = Partidos perdidos; GF = Goles a favor; GC = Goles en contra; DG = Diferencia de gol; PTS = Puntos

## Segunda etapa

### Partidos y resultados
| Fecha 1        | Fecha 1   | Fecha 1           |
| Equipo Local   | Resultado | Equipo Visitante  |
| -------------- | --------- | ----------------- |
| Panamá         | 1 - 0     | Deportivo Quevedo |
| Santa Rita     | 2 - 1     | Delfín            |
| Calvi          | 1 - 0     | Liga de Loja      |
| Imbabura S. C. | 3 - 2     | 9 de Octubre      |

| Fecha 2           | Fecha 2   | Fecha 2          |
| Equipo Local      | Resultado | Equipo Visitante |
| ----------------- | --------- | ---------------- |
| Delfín            | 2 - 2     | Panamá           |
| Deportivo Quevedo | 2 - 3     | Calvi            |
| 9 de Octubre      | 0 - 0     | Santa Rita       |
| Liga de Loja      | 2 - 1     | Imbabura S. C.   |

| Fecha 3        | Fecha 3   | Fecha 3           |
| Equipo Local   | Resultado | Equipo Visitante  |
| -------------- | --------- | ----------------- |
| Panamá         | 2 - 0     | Liga de Loja      |
| Santa Rita     | 2 - 2     | Deportivo Quevedo |
| Calvi          | 0 - 1     | 9 de Octubre      |
| Imbabura S. C. | 1 - 1     | Delfín            |

| Fecha 4      | Fecha 4   | Fecha 4           |
| Equipo Local | Resultado | Equipo Visitante  |
| ------------ | --------- | ----------------- |
| Delfín       | 8 - 0     | Deportivo Quevedo |
| Santa Rita   | 2 - 1     | Imbabura S. C.    |
| Calvi        | 4 - 0     | Panamá            |
| Liga de Loja | 1 - 2     | 9 de Octubre      |

| Fecha 5           | Fecha 5   | Fecha 5          |
| Equipo Local      | Resultado | Equipo Visitante |
| ----------------- | --------- | ---------------- |
| Panamá            | 1 - 0     | Santa Rita       |
| Deportivo Quevedo | 1 - 0     | Liga de Loja     |
| 9 de Octubre      | 2 - 1     | Delfín           |
| Imbabura S. C.    | 0 - 1     | Calvi            |

| Fecha 6           | Fecha 6   | Fecha 6          |
| Equipo Local      | Resultado | Equipo Visitante |
| ----------------- | --------- | ---------------- |
| Panamá            | 1 - 1     | 9 de Octubre     |
| Calvi             | 3 - 1     | Santa Rita       |
| Deportivo Quevedo | 3 - 1     | Imbabura S. C.   |
| Liga de Loja      | 3 - 0     | Delfín           |

| Fecha 7        | Fecha 7   | Fecha 7           |
| Equipo Local   | Resultado | Equipo Visitante  |
| -------------- | --------- | ----------------- |
| Delfín         | 2 - 0     | Calvi             |
| Santa Rita     | 2 - 1     | Liga de Loja      |
| 9 de Octubre   | 1 - 2     | Deportivo Quevedo |
| Imbabura S. C. | 0 - 1     | Panamá            |

| Fecha 8           | Fecha 8   | Fecha 8          |
| Equipo Local      | Resultado | Equipo Visitante |
| ----------------- | --------- | ---------------- |
| Panamá            | 4 - 0     | Imbabura S. C.   |
| Calvi             | 4 - 3     | Delfín           |
| Deportivo Quevedo | 0 - 2     | 9 de Octubre     |
| Liga de Loja      | 3 - 2     | Santa Rita       |

| Fecha 9        | Fecha 9   | Fecha 9           |
| Equipo Local   | Resultado | Equipo Visitante  |
| -------------- | --------- | ----------------- |
| Delfín         | 2 - 0     | Liga de Loja      |
| Santa Rita     | 0 - 0     | Calvi             |
| 9 de Octubre   | 0 - 0     | Panamá            |
| Imbabura S. C. | 1 - 2     | Deportivo Quevedo |

| Fecha 10     | Fecha 10  | Fecha 10          |
| Equipo Local | Resultado | Equipo Visitante  |
| ------------ | --------- | ----------------- |
| Delfín       | 6 - 0     | 9 de Octubre      |
| Santa Rita   | 1 - 0     | Panamá            |
| Calvi        | 6 - 0     | Imbabura S. C.    |
| Liga de Loja | 0 - 2     | Deportivo Quevedo |

| Fecha 11          | Fecha 11  | Fecha 11         |
| Equipo Local      | Resultado | Equipo Visitante |
| ----------------- | --------- | ---------------- |
| Panamá            | 1 - 0     | Calvi            |
| Deportivo Quevedo | 3 - 0     | Delfín           |
| 9 de Octubre      | 5 - 0     | Liga de Loja     |
| Imbabura S. C.    | 1 - 0     | Santa Rita       |

| Fecha 12          | Fecha 12  | Fecha 12         |
| Equipo Local      | Resultado | Equipo Visitante |
| ----------------- | --------- | ---------------- |
| Delfín            | 2 - 0     | Imbabura S. C.   |
| 9 de Octubre      | 2 - 6     | Calvi            |
| Deportivo Quevedo | 1 - 0     | Santa Rita       |
| Liga de Loja      | 4 - 1     | Panamá           |

| Fecha 13       | Fecha 13  | Fecha 13          |
| Equipo Local   | Resultado | Equipo Visitante  |
| -------------- | --------- | ----------------- |
| Panamá         | 2 - 0     | Delfín            |
| Santa Rita     | 3 - 1     | 9 de Octubre      |
| Calvi          | 0 - 1     | Deportivo Quevedo |
| Imbabura S. C. | 2 - 3     | Liga de Loja      |

| Fecha 14          | Fecha 14  | Fecha 14         |
| Equipo Local      | Resultado | Equipo Visitante |
| ----------------- | --------- | ---------------- |
| Delfín            | 1 - 0     | Santa Rita       |
| Deportivo Quevedo | 1 - 1     | Panamá           |
| Liga de Loja      | 1 - 1     | Calvi            |
| 9 de Octubre      | -         | Imbabura S. C.   |

### Tabla de posiciones
|  |  |    | Equipo            | PJ | PG | PE | PP | GF | GC | DG  | PTS |
|  |  | -- | ----------------- | -- | -- | -- | -- | -- | -- | --- | --- |
|  |  | 1. | Calvi             | 14 | 8  | 2  | 4  | 27 | 15 | +8  | 26  |
|  |  | 2. | Deportivo Quevedo | 14 | 8  | 2  | 4  | 20 | 19 | +1  | 26  |
|  |  | 3. | Panamá            | 14 | 7  | 4  | 3  | 17 | 13 | +6  | 25  |
|  |  | 4. | Delfín            | 14 | 6  | 2  | 6  | 29 | 19 | +11 | 20  |
|  |  | 5. | Santa Rita        | 14 | 5  | 3  | 6  | 15 | 16 | -3  | 17  |
|  |  | 6. | Liga de Loja      | 14 | 5  | 1  | 8  | 15 | 24 | -9  | 16  |
|  |  | 7. | 9 de Octubre      | 13 | 4  | 3  | 6  | 17 | 25 | -8  | 15  |
|  |  | 8. | Imbabura S. C.    | 13 | 2  | 1  | 10 | 11 | 29 | -16 | 7   |

PJ = Partidos jugados; PG = Partidos ganados; PE = Partidos empatados; PP = Partidos perdidos; GF = Goles a favor; GC = Goles en contra; DG = Diferencia de gol; PTS = Puntos

## Tabla acumulada
|  |  |    | Equipo            | PJ | PG | PE | PP | GF | GC | DG  | PTS |
|  |  | -- | ----------------- | -- | -- | -- | -- | -- | -- | --- | --- |
|  |  | 1. | Deportivo Quevedo | 28 | 13 | 8  | 7  | 37 | 32 | +3  | 47  |
|  |  | 2. | Calvi             | 28 | 13 | 5  | 10 | 49 | 33 | +16 | 44  |
|  |  | 3. | Delfín            | 28 | 11 | 9  | 8  | 48 | 31 | +17 | 42  |
|  |  | 4. | Panamá            | 28 | 11 | 9  | 8  | 37 | 30 | +8  | 42  |
|  |  | 5. | 9 de Octubre      | 27 | 9  | 10 | 8  | 38 | 42 | -4  | 37  |
|  |  | 6. | Santa Rita        | 28 | 9  | 7  | 12 | 29 | 37 | -8  | 34  |
|  |  | 7. | Liga de Loja      | 28 | 8  | 4  | 16 | 34 | 52 | -18 | 28  |
|  |  | 8. | Imbabura S. C.    | 27 | 6  | 8  | 13 | 23 | 40 | -14 | 26  |

PJ = Partidos jugados; PG = Partidos ganados; PE = Partidos empatados; PP = Partidos perdidos; GF = Goles a favor; GC = Goles en contra; DG = Diferencia de gol; PTS = Puntos
|  | Campeón, ascendió a la Serie A 1997.    |
|  | Subcampeón, ascendió a la Serie A 1997. |
|  | Descendieron a la Segunda Categoría.    |

## Campeón
|                                                                                |
| Club Social Cultural y Deportivo Quevedo 2.° título Ascendió a la Serie A 1997 |
| También ascendió Calvi Fútbol Club como subcampeón.                            |

## Goleador
| Jugador        | Equipo | Goles |
| -------------- | ------ | ----- |
| Carlos Furtado | Delfín | 14    |

## Nota
1. ↑  El Encuentro entre 9 de Octubre y Imbabura S. C. disputado en el Estadio Rafael Vera Yépez de Babahoyo en el cierre de la jornada Nº 14 de la Segunda Etapa del Campeonato Ecuatoriano de Fútbol de la Serie B no se jugó por mutuo acuerdo, debido a que el Imbabura S. C. ya había descendido a segunda categoría en la fecha anterior.